# Odontodynerus katonai
Odontodynerus katonai är en stekelart. Odontodynerus katonai ingår i släktet Odontodynerus och familjen Eumenidae. Utöver nominatformen finns också underarten O. k. isecutor.